# 140 BXL
Albums de Dick Annegarn
Citoyen
(1981) Frères ?
(1986)
140 BXL est un album de Dick Annegarn sorti en 1984. Il a été enregistré en public au Théâtre 140 à Bruxelles les 24, 25 et 26 novembre 1983. 

## Liste des titres
Toutes les chansons sont écrites et composées par Dick Annegarn, sauf mention contraire.
| No  | Titre                       | Auteur                       | Durée |
| --- | --------------------------- | ---------------------------- | ----- |
| 1.  | Le gris                     |                              |       |
| 2.  | J’échoue                    |                              |       |
| 3.  | Quelqu’un d’autre           |                              |       |
| 4.  | Black Lunets                |                              |       |
| 5.  | Chanson du vieux chanteur   |                              |       |
| 6.  | Granvelle                   | Dick Annegarn, Daniel Schell |       |
| 7.  | C’est la misère célibataire |                              |       |
| 8.  | Un’ ombre                   |                              |       |
| 9.  | Crainte de l’eau            |                              |       |
| 10. | L’éclusier                  | Jacques Brel                 |       |
| 11. | La guerre à l’armée         |                              |       |

## Musiciens
- Dick Annegarn : Guitares, piano, voix, accordéon, tambour
- Jean Avocat : Saxophones, xylophone, accordéon, percussions, voix